# Chevrolet Monza (China)
O Chevrolet Monza (em chinês: 科鲁泽, keluze) é um sedã de 4 portas do segmento C produzido pela General Motors através de sua joint venture SAIC-GM sob a marca Chevrolet. Antes da introdução do veículo, o nome Monza foi usado anteriormente no século XX para modelos não relacionados nos mercados da América do Norte e do Sul. É o sucessor da quarta geração do Chevrolet Cavalier, que anteriormente usava o nome 科沃兹 (kewozi). O nome 科沃兹 (kewozi) agora é usado para o Chevrolet Onix chinês, abaixo do Monza.

## História
O Monza estreou em novembro de 2018 no Salão do Automóvel de Guangzhou. Desde 21 de março de 2019, é vendido na China. É construído na plataforma GM-PATAC K que o Buick Excelle GT e o Buick GL6 usam.

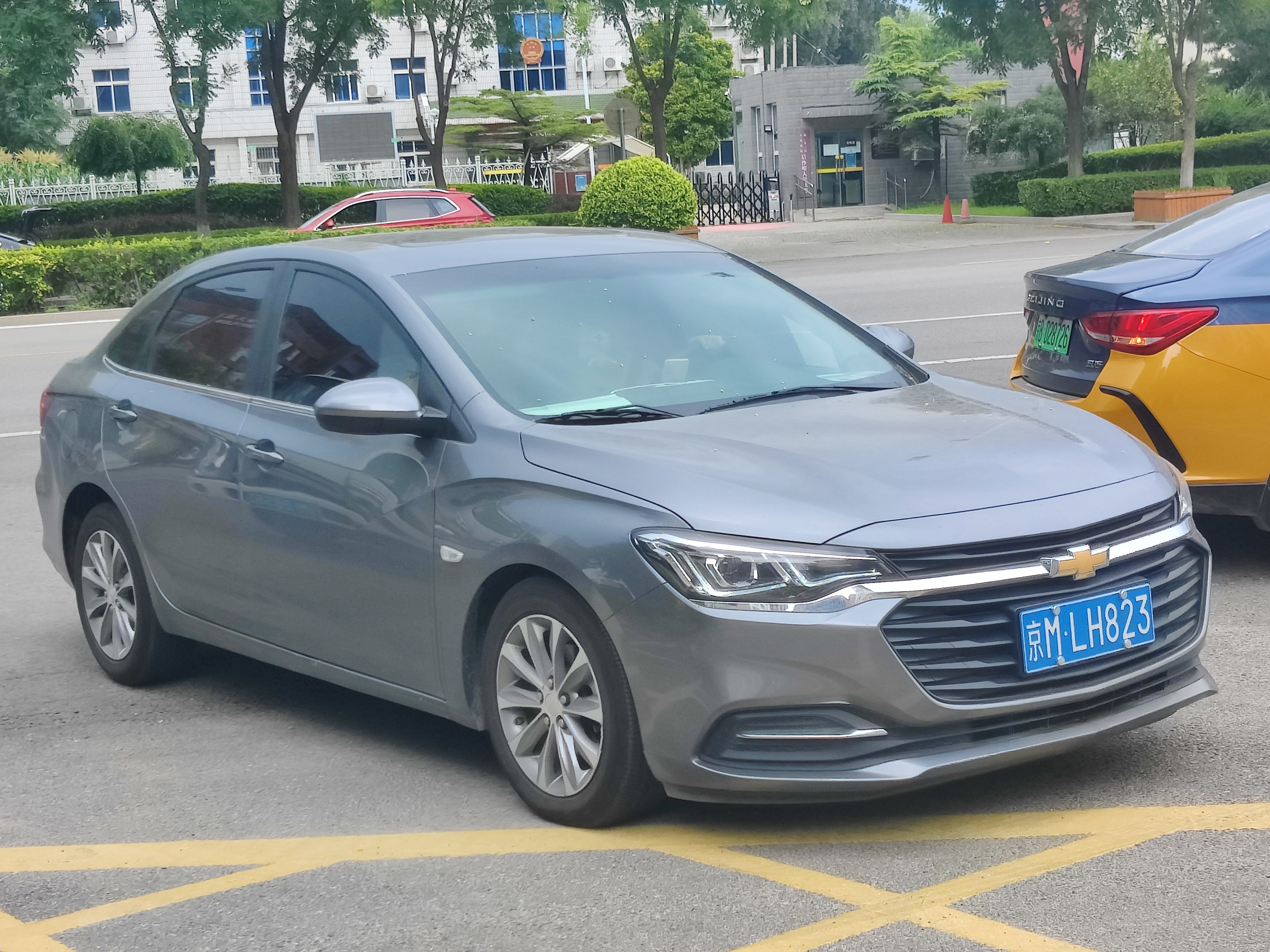
Chevrolet Monza
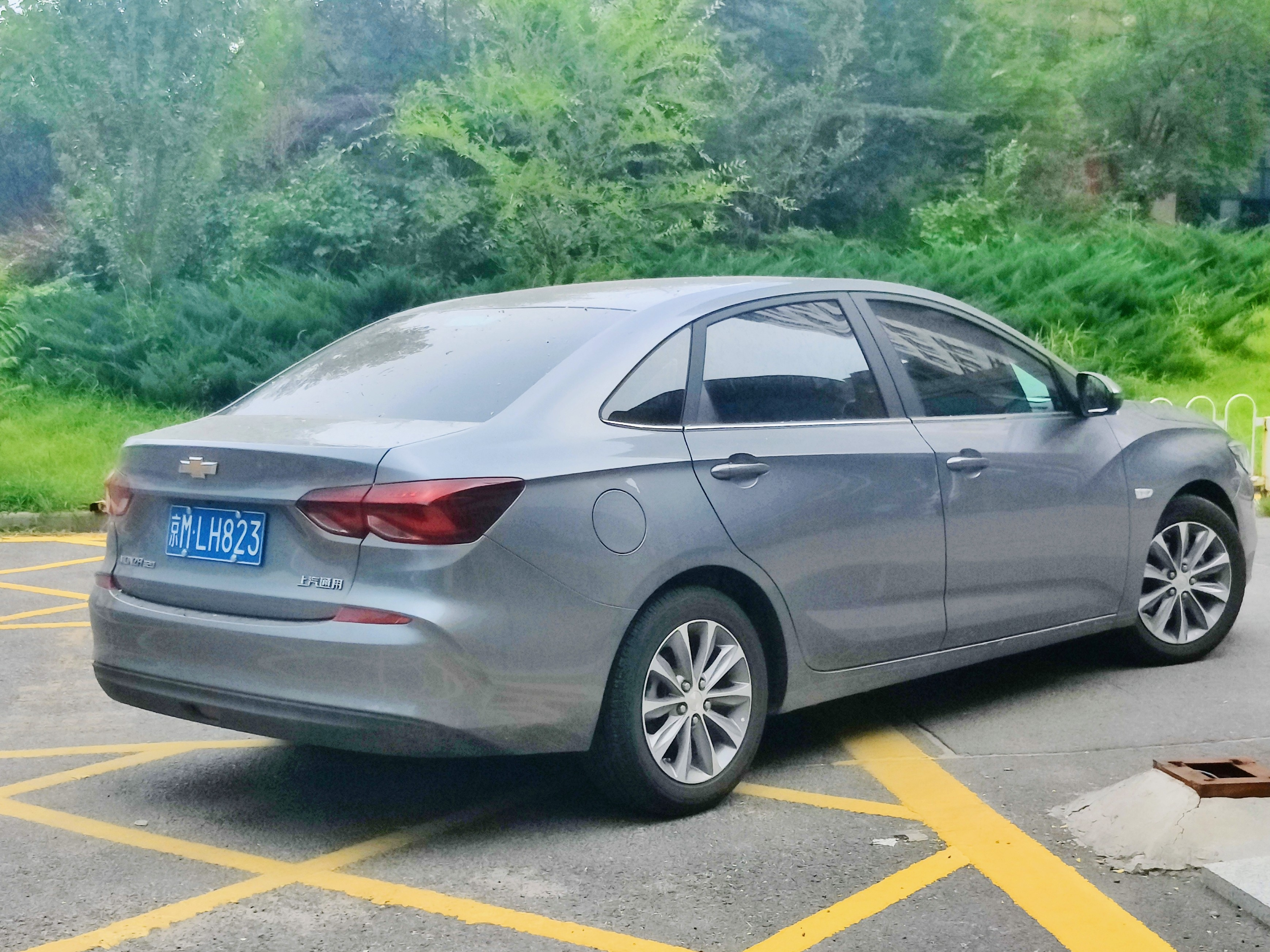
Traseira do Chevrolet Monza
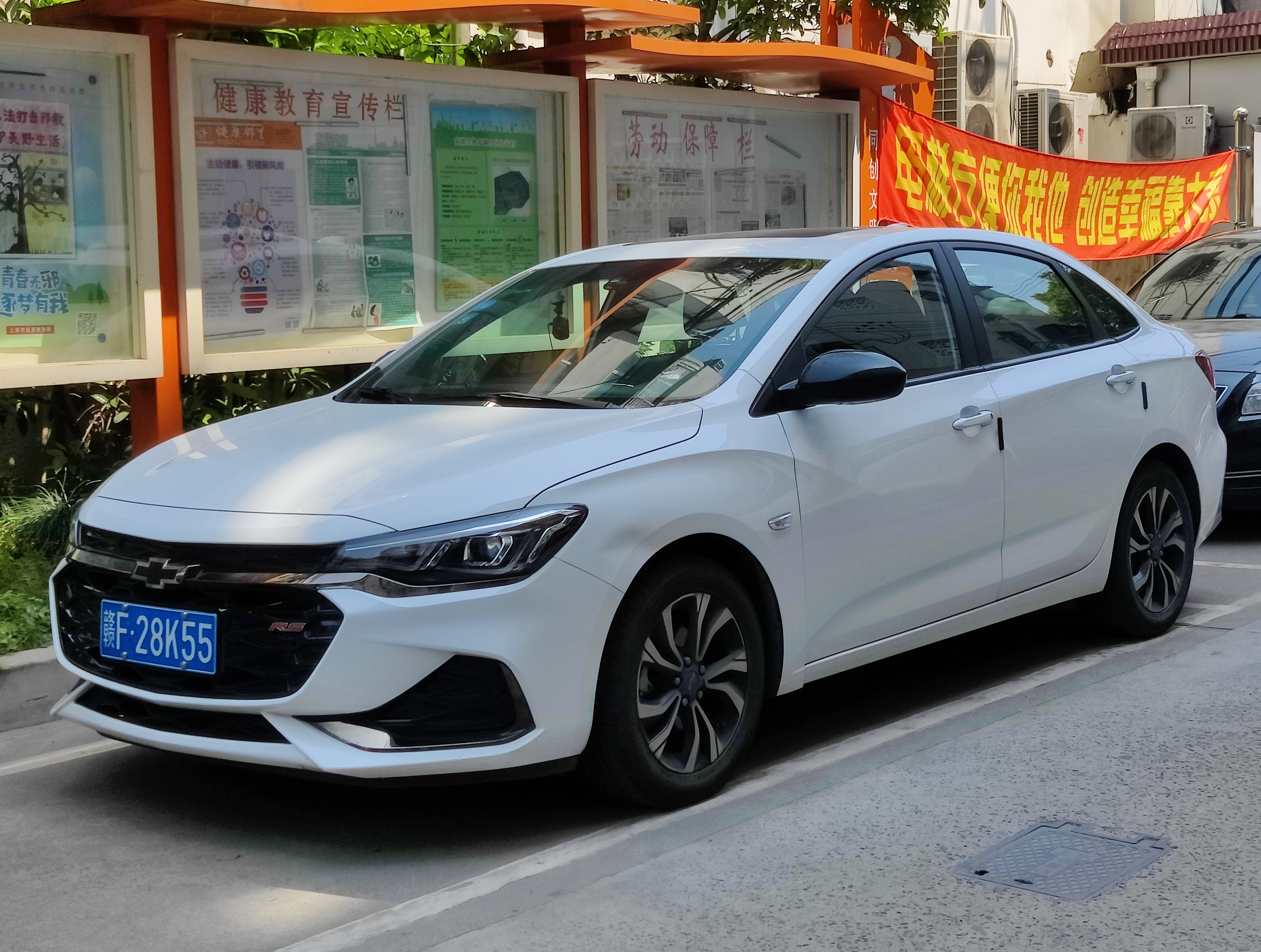
Chevrolet Monza RS
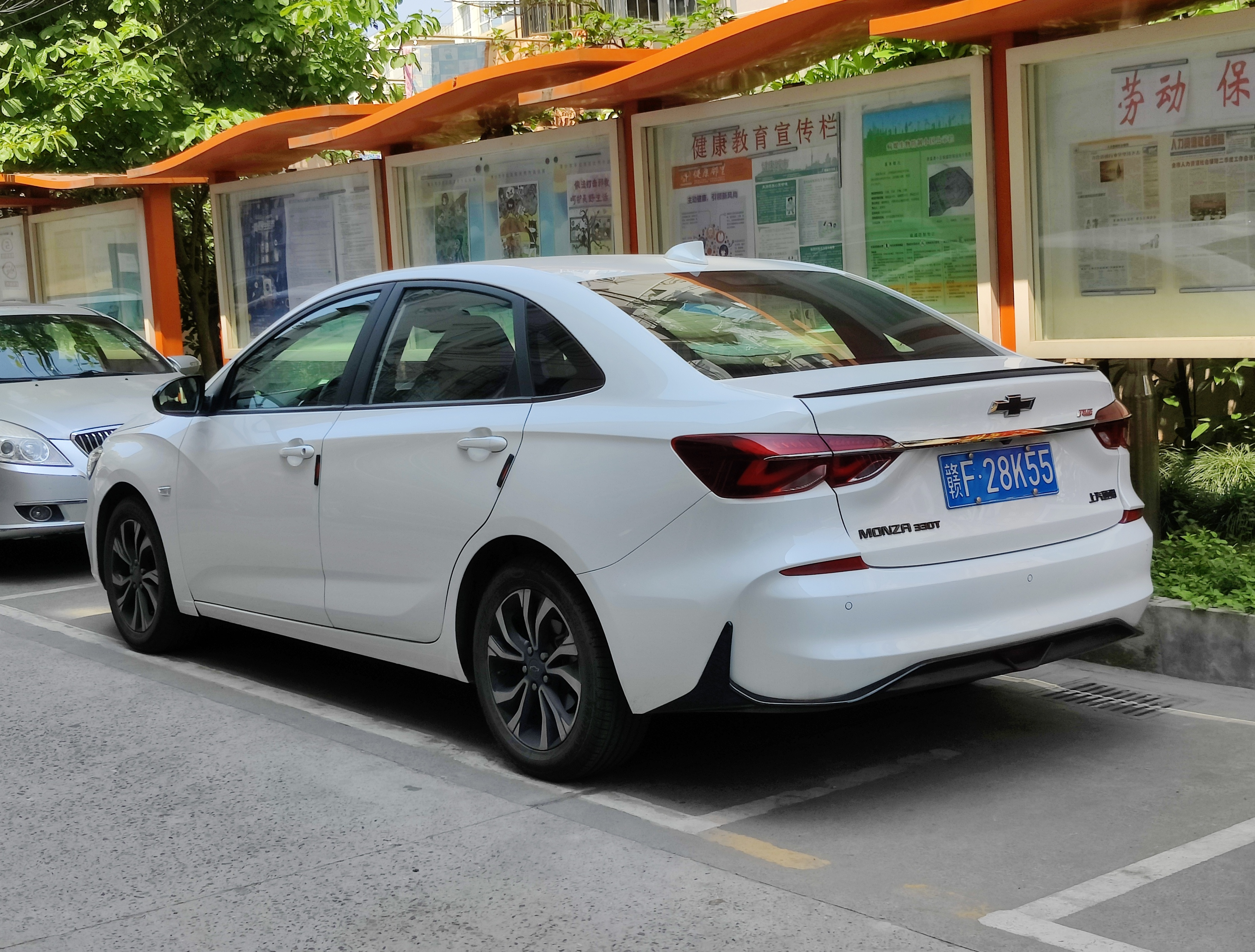
Traseira do Chevrolet Monza RS

No México, a partir do final de 2021, a Chevrolet passou a importar o Monza como Cavalier. Ele está posicionado acima do Onix e substituiu o Cavalier da geração anterior. Está disponível em três versões; LS, LT e RS.
O modelo foi reestiliado para o ano modelo 2023 na China, passando por uma atualização e adicionando também uma versão híbrida leve.

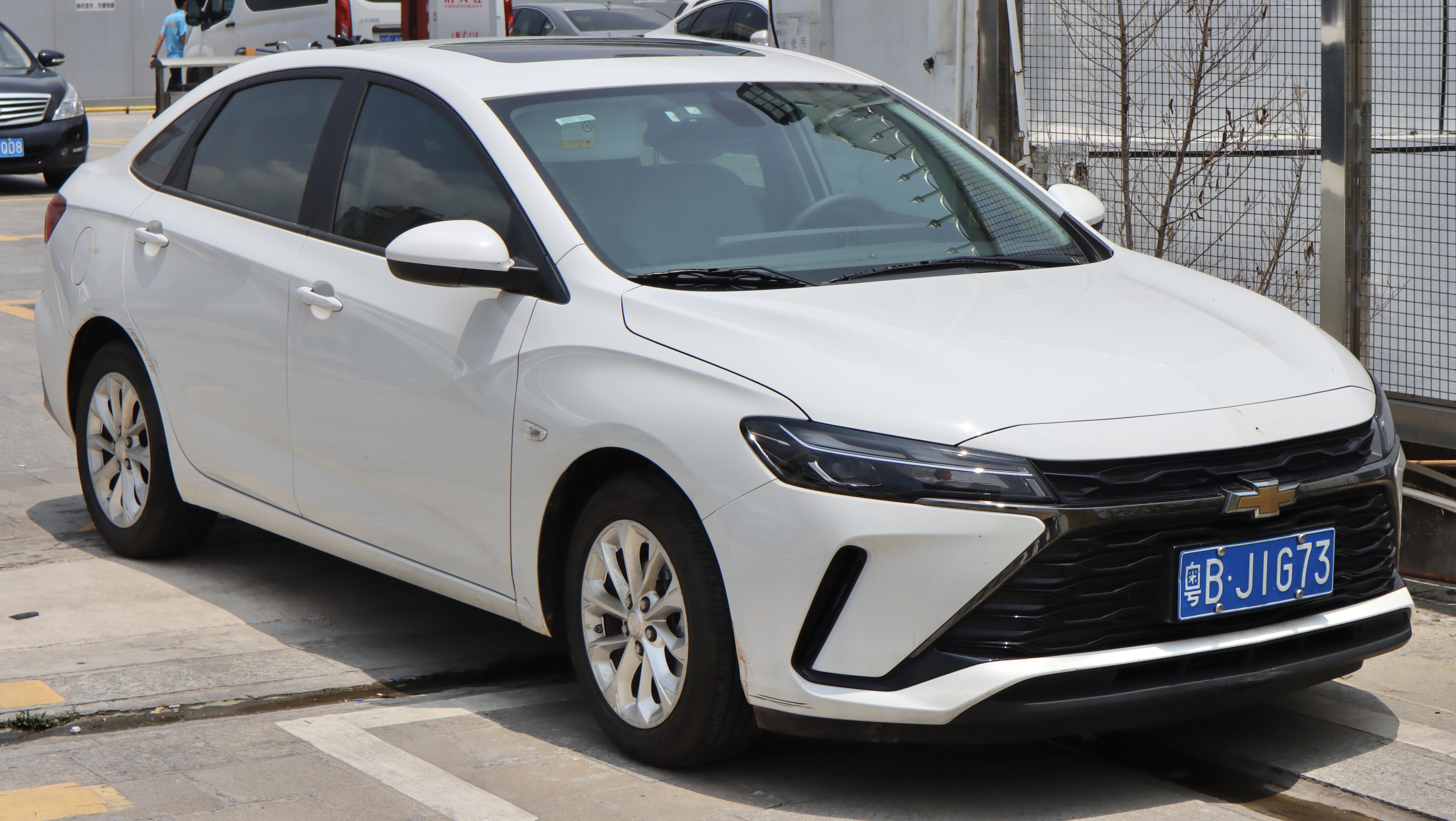
Chevrolet Monza 2023 pós-reestilização
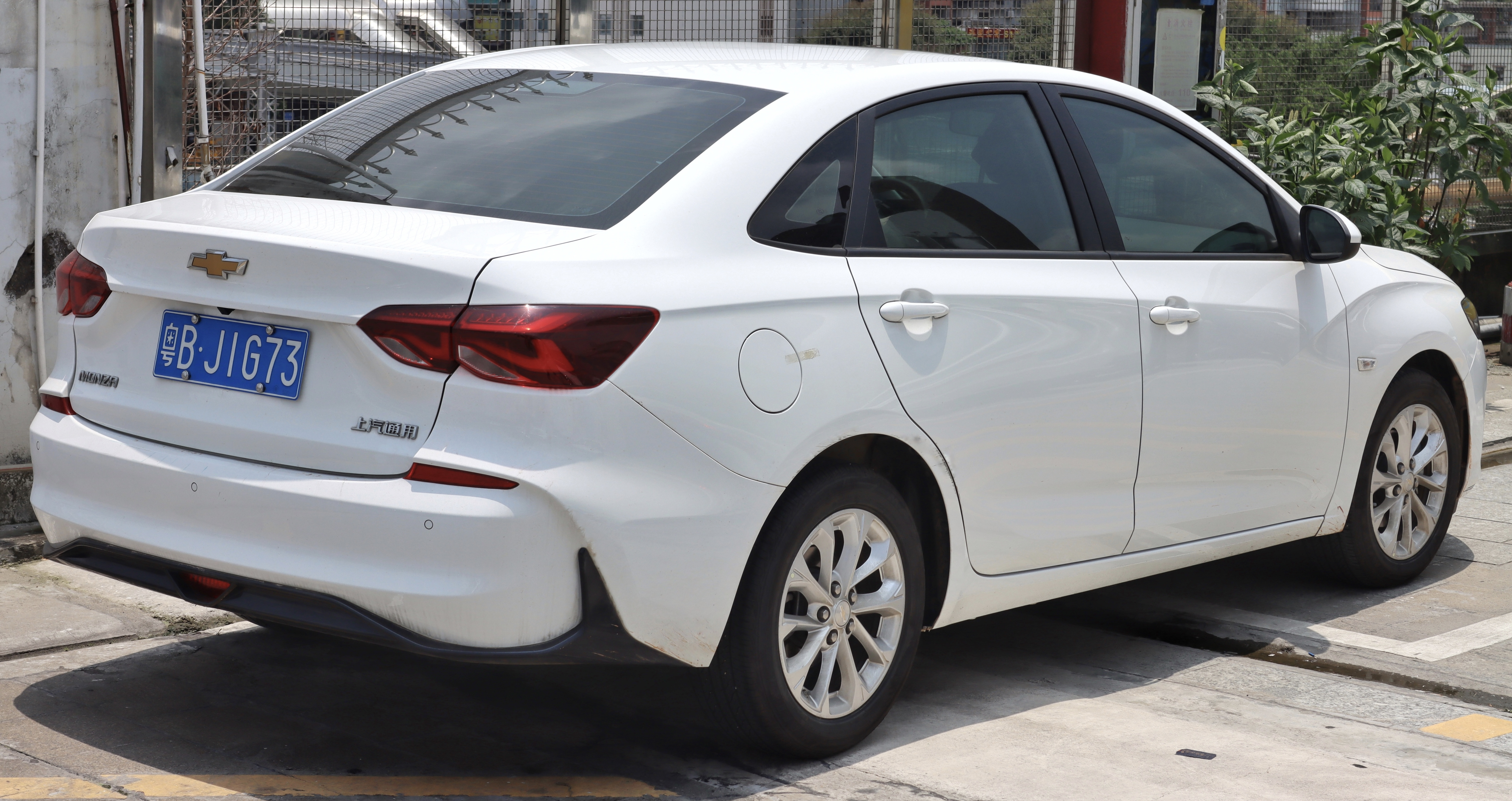
Chevrolet Monza 2023 pós-reestilização

## Especificações

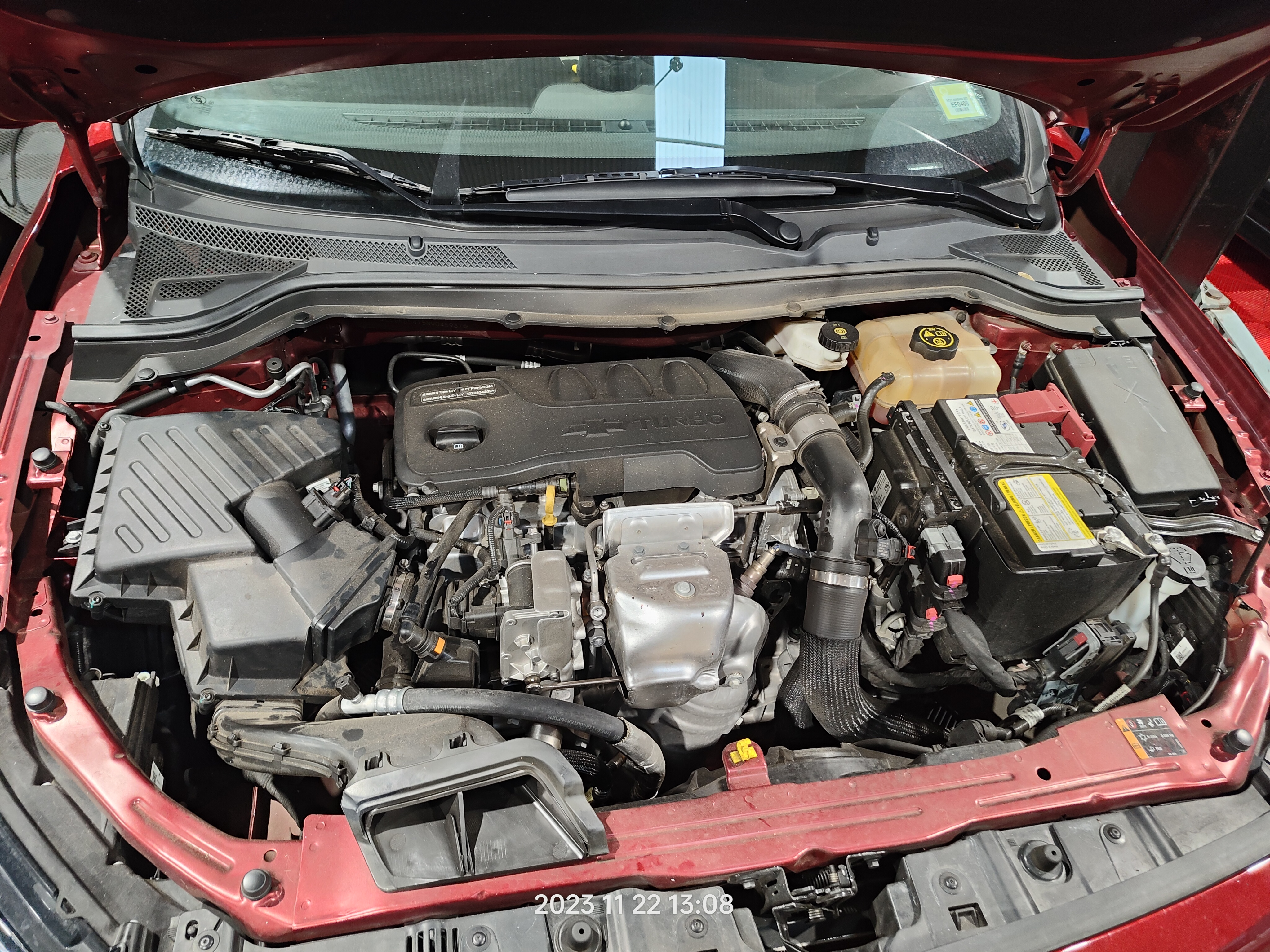
Motor do Chevrolet Monza chinês

O Monza está disponível em dois níveis de acabamento (o 320T e o 330T) e em cinco modelos no geral. O 320T está disponível com um motor de três cilindros turboalimentado de 1,0 litro, enquanto o 330T recebe um motor de três cilindros turboalimentado de 1,3 litro. Os modelos de 1,0 litro recebem uma caixa de câmbio manual de 6 marchas ou uma caixa de câmbio de dupla embreagem de 6 marchas, enquanto os modelos de 1,3 litro estão disponíveis apenas com uma caixa de câmbio automática de 6 marchas. Outro nível de acabamento (320) foi adicionado com um motor DVVT de quatro cilindros de 1,5 litro na linha de 2021.